# Laura Alves
Laura Alves Magno DmSE (São Mamede, Lisboa, 8 de setembro de 1921 — São Jorge de Arroios, Lisboa, 6 de maio de 1986) foi uma atriz portuguesa.

## Biografia
Nascida em 1921, no número 638 da Rua de São Bento, em Lisboa. Nasceu efetivamente em 8 de setembro de 1921 (e não em 1927 ou 1923, como surge em muitos lados… ao contrário do que atestam o seu registo na escola onde estudou, a sua ficha biográfica no Teatro Nacional Dona Maria II, bem como o artigo "Laura Alves: o sorriso inesquecível", de Maria João Duarte, na revista N 276, de Junho 2009, da Fundação INATEL).
Filha de Celestino Magno (Viseu, Rio de Loba, 18 de junho de 1896 — Lisboa, Socorro, 24 de setembro de 1945), sapateiro de profissão, e de sua mulher Mariana Alves (Lisboa, São Miguel, 15 de dezembro de 1895 — Amadora, Reboleira, 23 de maio de 1988), frequentou a Escola Industrial Machado de Castro e a Escola de Dança do Conservatório Nacional. Avós paternos, Alexandre Magno e Encarnação de Jesus e avós maternos, Frederico António Alves e Ana Maria de Jesus Júnior.
Antes da estreia profissional, já aos três anos recitava, aos cinco entrava como "o miúdo" de uma peça policial representada na Associação Recreativa Triângulo Vermelho (uma sociedade de recreio da Rua de S. Bento de que o seu pai era sócio) e aos seis representava, como amadora, no Grupo Dramático Lisbonense.
Estreou-se profissionalmente em 20 de agosto de 1935, no Teatro Politeama, ainda com 13 anos, a 20 dias de fazer os catorze, contracenando logo na estreia com o grande ator Alves da Cunha, na peça "As duas garotas de Paris".  Tirou a carteira profissional logo depois, aos catorze anos, e passou do Politeama para o Teatro Nacional, onde fez duas épocas, representando ao lado de Palmira Bastos, Álvaro Benamor, Amélia Rey Colaço, Nascimento Fernandes, Maria Lalande, etc.
Viu o seu talento reconhecido além-fronteiras, através da participação em diversos géneros (revista, opereta, comédia e drama), sobretudo no Teatro Monumental, onde se fixou em 1951. No cinema, salienta a sua interpretação em O Leão da Estrela, em 1947.
Daí até à sua morte somou muitos sucessos. Ao longo da sua carreira interpretou cerca de quatrocentos espetáculos.
Faz teatro radiofónico na RCP ao lado de nomes como Rogério Paulo, Álvaro Benamor, Isabel Wolmar, Carmen Dolores, Paulo Renato, Álvaro Benamor e Josefina e António Silva.
Por tudo isto, seria muito redutor ficar registada a sua passagem pelo cinema, muito mais conhecida do que a sua carreira teatral por todos os nascidos na década de 1960 e posteriores, apenas por não haver na RTP, ou nela não passarem, registos das muitas peças que fez, e só passarem sucessivas repetições dos 3 filmes da década de 1940 em que entrou (O Pai Tirano, O Leão da Estrela, O Pátio das Cantigas).
Retirou-se dos palcos em 1982.
Morreu a 6 de maio de 1986, em Lisboa, vítima de uma embolia cerebral. Foi enterrada no Cemitério dos Prazeres, não longe do jazigo do grande ator António Silva, com quem partillhou rol em O Leão da Estrela.
A 25 de maio de 2012, um incêndio destrói o edifício do antigo Teatro Laura Alves, que albergava uma pensão à data do incêndio.

## Vida pessoal
A 25 de agosto de 1948, casou civilmente em Lisboa com o ator e futuro empresário teatral Vasco Morgado. Por sentença transitada em julgado a 4 de julho de 1967, os dois divorciaram-se litigiosamente. Deste casamento, teve o seu único filho, o também empresário teatral Vasco Morgado, casado primeira vez com Maria Teresa Belo Botelho Moniz (1953), de quem tem uma filha, Mafalda Cristina Botelho Moniz Morgado (Lisboa, São Sebastião da Pedreira, 15 de junho de 1970), solteira e sem geração. Posteriormente teve um filho, de uma relação com Vera Mónica, chamado Vasco Lopes Morgado (31 de março de 1974), pai de dois filhos e uma filha. Casado pela segunda vez com Amanda Jaine de quem tem um filho Filipe Morgado, e casado pela terceira vez com Fernanda Morgado, de quem tem um filho João Nicolau Morgado
A 18 de julho de 1979, casou segunda vez com Frederico Valério.

## Reconhecimento
A 21 de março de 1966, foi agraciada com o grau de Dama da Ordem Militar de Sant'Iago da Espada.
Em 1986 foi homenageada como o filme Laura Alves, Evocação de uma actriz, e também com a criação do Teatro Laura Alves, onde Ivone Silva atuou pela última vez. Em 2001 foi homenageada no Teatro Politeama.

## Teatro
Participou nas peças: 
| Ano  | Peça                         | Teatro                                  | Notas                                     |
| ---- | ---------------------------- | --------------------------------------- | ----------------------------------------- |
| 1935 | As Duas Garotas de Paris     | Teatro Politeama                        | Estreia-se, é encenada por Alves da Cunha |
| 1936 | Maria Migalha                | Teatro Nacional Almeida Garrett         |                                           |
| 1939 | Riquezas da Sua Avó          | Teatro Nacional Almeida Garrett         |                                           |
| 1941 | Lisboa 1900                  | Teatro Variedades                       |                                           |
| 1941 | Boa Vai Ela                  | Teatro Maria Vitória                    |                                           |
| 1942 | Essa é Que é Essa            | Teatro Maria Vitória                    |                                           |
| 1942 | O Senhor da Pedra            | Teatro Maria Vitória                    |                                           |
| 1943 | Dia da Espiga                | Teatro Maria Vitória                    |                                           |
| 1943 | A Pérola da China            | Teatro da Trindade/Coliseu dos Recreios |                                           |
| 1943 | Margarida Vai à Fonte        | Teatro Avenida                          |                                           |
| 1943 | A Feira                      | Teatro Avenida                          |                                           |
| 1944 | O Zé do Telhado              | Teatro Avenida                          |                                           |
| 1944 | O Jogo do Diabo              | Teatro Avenida                          |                                           |
| 1944 | Festa Rija                   | Teatro Avenida                          |                                           |
| 1945 | A Fidalga da Rua             | Teatro Avenida                          |                                           |
| 1945 | De Fora dos Eixos            | Teatro Avenida                          |                                           |
| 1945 | A Chave do Paraíso           | Teatro Avenida                          |                                           |
| 1945 | A Patuscada                  | Teatro Avenida                          |                                           |
| 1946 | Estás na Lua                 | Teatro Apolo                            |                                           |
| 1946 | As Lavadeiras                | Teatro Apolo                            |                                           |
| 1947 | Tá Bem ou Não Tá             | Teatro Avenida                          |                                           |
| 1950 | Enquanto Houver Sto. António | Teatro Apolo                            |                                           |
| 1951 | Aguenta-te Zé                | Teatro Apolo                            |                                           |
| 1951 | As Três Valsas               | Teatro Monumental                       |                                           |
| 1952 | Lisboa Nova                  | Teatro Monumental                       |                                           |

### Lista de algumas das peças por ela representadas entre 1951 e 1982
Opereta As três valsas (1951 - Inauguração do Teatro Monumental, o seu teatro, que existiu na Praça Duque de Saldanha), O homem que veio para jantar (1952) A Sereia do Mar e da Terra (1952), A fera amansada (1952), Ela não gostava do patrão (1953), opereta Maria da Fonte (1953), A menina feia (1954), Casei com um anjo (1954), Perdeu-se Um Marido (1954), Crime Perfeito (1954), Jogo de damas (1955), Sua Alteza (1955), comédia musical Toiros de morte (1956), Atrás da porta (1956), A conspiradora (1956), Daqui fala o morto! (1956), Quando elas se encontram (1957), A 8ª mulher do milionário (1957), Os bebés (1957), Uma nora ideal (1958), A Rainha do Ferro Velho (1958), Um Fantasma Chamado Isabel (1958), Gata em Telhado de Zinco Quente (1959), O Baile (1959), Margarida da Rua (1960), Boa-Noite Betina (1960), O Apolo de Bellac (1961), Criada Para Todo o Serviço (1962), Meu Amor é Traiçoeiro (1962), O amansar da fera (1964), A idiota (1964), A Rapariga do Apartamento (1965), O Comprador de Horas (1965), A Mulher do Roupão (1966), A Promessa (1967), A Flor do Cacto (1967), Pobre Milionária (1970), Querida Mamã (1971), A menina Alice e o inspector (1973), Adeus Valentina (1975), Aqui quem manda sou eu (1977), Um Zero à Esquerda (1978 - esteve 3 anos em cena), Não Há Quem me Escape, Pai precisa-se (1982) – a sua última peça.
(Dados retirados da biografia "Laura Alves – A rainha do palco", de Luciano Reis, e da Internet)

## Filmografia
Fez parte do elenco dos filmes: 
- O Pai Tirano, (1941)
- O Pátio das Cantigas, (1941)
- O Leão da Estrela, (1947)
- Sonhar é Fácil, (1951)
- Um Marido Solteiro, (1952)
- O Costa d'África, (1954)
- Perdeu-se um Marido, (1956)